# Ramones
Ramones a fost o formație rock americană, formată în suburbia New Yorkului Forest Hills, Queens, în 1974. Trupa Ramones este considerată a fi prima formație punk rock. În pofida unui succes comercial mic, formația a fost o influență majoră în mișcarea punk rock din Statele Unite și Marea Britanie.
Toți membrii formației și-au creat pseudonime care se terminau cu numele "Ramone", deși niciunul dintre ei nu a avut legătură cu acesta. Ei au susținut 2.263 de concerte, mergând în turnee fără pauză pe durata a 22 de ani. În 1996, după un turneu cu prezență la festivalul muzical Lollapalooza, trupa a dat un concert de adio și s-a desființat. Către anul 2014, toți cei patru membri fondatori - vocalistul principal (inițial și baterist) Joey Ramone  (1951–2001), chitaristul Johnny Ramone  (1948–2004), basistul Dee Dee Ramone (1951–2002) și bateristul Tommy Ramone (1949–2014) – au decedat.
Unica lor înregistrare cu suficiente vânzări în SUA pentru a fi certificată cu aur a fost albumul compilație Ramones Mania. Totuși, de-a lungul anilor s-a format o recunoaștere a importanței trupei, iar acum cei de la Ramones sunt menționați în multe evaluări all-time ale muzicii rock, cum ar fi lista  „100 Greatest Artists of All Time” de Rolling Stone și topul „100 Greatest Artists of Hard Rock” al VH1. În 2002, Ramones s-a clasat pe locul doi în topul celor mai mari formații din toate timpurile, publicat de către revista Spin, fiind depășiți doar de Beatles. În 18 martie 2002, cei trei membri fondatori ai trupei Ramones și bateriștii Tommy și Marky Ramone au fost incluși în Rock and Roll Hall of Fame. În 2011, grupul a fost premiat cu Premiul Grammy pentru întreaga carieră.

Logoul formației

## Membrii formației
- Joey Ramone (Jeffrey Hyman) – baterie (1974), lead vocal (1974–96; decedat 2001)[14]
- Johnny Ramone (John Cummings) – chitară (1974–96; decedat 2004)[14]
- Dee Dee Ramone (Douglas Colvin) – chitară bas, vocal (1974–89; decedat 2002)[14]
- Tommy Ramone (Thomas Erdelyi) – baterie (1974–78; decedat 2014)[14]
- Marky Ramone (Marc Bell) – baterie (1978–83, 1987–96)[14]
- Richie Ramone (Richard Reinhardt) – baterie, vocal (1983–87)[14]
- Elvis Ramone (Clement Bozewski) – baterie (1987)[15]
- C. J. Ramone (Christopher Joseph Ward) – chitară bas, vocal (1989–96)[14]

## Discografie
Albume de studio
- Ramones (1976)
- Leave Home (1977)
- Rocket to Russia (1977)
- Road to Ruin (1978)
- End of the Century (1980)
- Pleasant Dreams (1981)
- Subterranean Jungle (1983)
- Too Tough to Die (1984)
- Animal Boy (1986)
- Halfway to Sanity (1987)
- Brain Drain (1989)
- Mondo Bizarro (1992)
- Acid Eaters (1994)
- ¡Adios Amigos! (1995)